# (1280) Baillauda
(1280) Baillauda (1933 QB) est un astéroïde de la ceinture principale externe. Il a été découvert le 18 août 1933 par Eugène Joseph Delporte à l'observatoire royal de Belgique situé dans la ville d'Uccle.
Baillauda a un diamètre de 50,83 km et tourne sur elle-même en 12,6 heures.
Le nom Baillauda n'est pas une référence directe au célèbre astronome Benjamin Baillaud, mais fait honneur à son fils Jules Baillaud, lui-même astronome, qui dirigea l'observatoire du pic du Midi de Bigorre de 1937 à 1947.